# Toros Nieftiekamsk
Toros Nieftiekamsk (ros. Торос Нефтекамск, baszk. Торос хоккей клубы) – rosyjski klub hokeja na lodzie z siedzibą w Nieftiekamsku.

## Historia
- Torpedo Nieftiekamsk (1984−1990)[3]
- Toros Nieftiekamsk (1990-)

Został klubem farmerskim Saławatu Jułajew Ufa, występującego w KHL.
Drużyną juniorską jest Batyr Nieftiekamsk występujące w Mołodiożnaja Chokkiejnaja Liga B.
Toros zdobył mistrzostwo ligi WHL w 2012 po raz pierwszy i w 2015 po raz trzeci.
W marcu 2015 sponsorem generalnym klubu zostało przedsiębiorstwo Basznieft.
W czerwcu 2019 dyrektorem generalnym klubu został Aleksandr Nikołajew.
W listopadzie 2021 głównym trenerem Torosa został ogłoszony Władimir Potapow.

## Sukcesy
- Brązowy medal WHL: 2011, 2019
- Puchar Bratina: 2012, 2013, 2015
- Złoty medal WHL: 2012, 2013, 2015
- Pierwsze miejsce w sezonie zasadniczym WHL: 2014
- Srebrny medal WHL: 2014